# Guennadi Borissov
Pour les articles homonymes, voir Borissov.
Guennadi Vladimirovitch Borissov (en russe Генна́дий Влади́мирович Бори́сов ; en ukrainien Геннадій Борисов, Henadiï Boryssov), né en 1962 à Kramatorsk (alors en Ukraine soviétique), est un fabricant de télescopes et un astronome amateur criméen connu notamment pour avoir découvert plusieurs planètes mineures et comètes du système solaire ainsi qu'une comète interstellaire. Il travaille comme ingénieur au laboratoire de Crimée de l'Institut astronomique Sternberg, partie de l'Université de Moscou.

## Découvertes

### Planètes mineures
Guennadi Borissov a découvert plusieurs objets proches de la Terre, dont 2013 TV135 et 2023 BU.

### Comètes du système solaire
Au 10 février 2025, Guennadi Borissov a découvert treize comètes du système solaire : C/2013 N4 (Borissov), C/2013 V2 (Borissov), C/2014 Q3 (Borissov), C/2014 R1 (Borissov), C/2015 D4 (Borissov), C/2016 R3 (Borissov), C/2017 E1 (Borissov), C/2019 V1 (Borissov), C/2020 Q1 (Borissov), C/2021 L3 (Borissov), C/2023 T2 (Borissov), C/2024 V1 (Borissov) et C/2025 B2 (Borissov). Il a également redécouvert la comète périodique P/2008 Y1 (Boattini), qui a reçu alors la désignation P/2019 R1 et a depuis été numérotée 387P/Boattini.

### La comète interstellaire 2I/Borissov
Il a découvert la comète interstellaire 2I/Borissov au moyen d'un télescope de 0,65 mètre qu'il a construit lui-même.
Il a photographié l'objet le 30 août 2019 et la découverte a été officialisée par le Centre des planètes mineures le 11 septembre 2019.

## Honneurs et distinctions
Il a reçu le prix Edgar-Wilson en 2014.
Le 19 décembre 2023, l'astéroïde (624448) Gennadiyborisov est nommé en son honneur.